# Prasat Hin Phimai

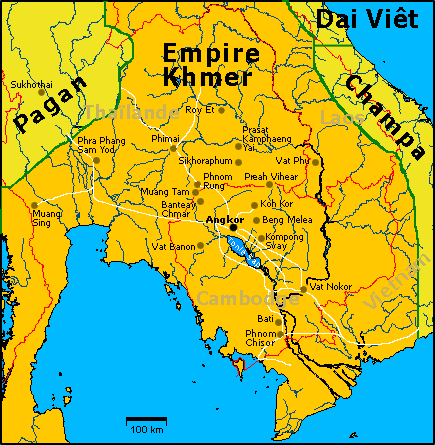
Principaux sites khmers

Le Prasat Hin Phimai est le plus important temple khmer situé dans la Thaïlande actuelle. C'est un sanctuaire du bouddhisme Mahayana.
Il se trouve au centre de la ville de Phimai (Muang Phimai), dans la province de Nakhon Ratchasima : Muang Phimai était jadis une ville importante de la région. Ce temple est mentionné sur une inscription datant de 1082 encore en place au temple voisin du Prasat Phnom Wan, avec le nom du roi Jayavarman VI. Une inscription datant d'environ un siècle plus tard au Preah Khan, près d'Angkor, le cite comme situé sur une des routes impériales.

## Muang Phimai et Prasat Hin Phimai
Muang Phimai était historiquement une ville importante pour la Thaïlande et pour le sud-est asiatique. Connue sous le nom de Vimayapura, Phimai est située près de la Mun, la voie navigable la plus importante de la région nord-est de la Thaïlande, l'Isaan. Sa localisation en ont fait par le passé un nœud de communications important du nord-est, permettant l'accès aux communautés du bassin Chi-Khong, jusqu'au nord du Laos et vers le royaume khmer au sud. C'est pourquoi la porte principale de la ville est tournée vers le sud, vers l'ancienne grand route longue de 225 km menant au cœur de l'empire khmer à Angkor.
Aux  VIIIe – IXe siècles (XIIIe et XIVe siècles B.E), quand la culture indienne était dominante dans cette région, le bouddhisme Mahayana était déjà largement accepté. Des ruines de temples bouddhistes et des statues de Bouddha datant de cette période ont été découvertes dans de nombreux endroits. Aux XVIe siècle B.E., des liens plus étroits se sont développés avec l'empire khmer, avec une influence de celui-ci sur la culture. À cette époque, Phimai devint une cité beaucoup plus grande, servant de centre administratif et de communications. La cité adopta un aspect khmer, se développant autour de son point central, l'important sanctuaire bouddhiste Mahayana qu'était le Prasat Hin Phimai. Ce sanctuaire avait ses propres caractéristiques architecturales. En extension continuelle, il devint le Prasat de style khmer le plus important du nord-est.
Dans le nord-est de la Thaïlande, les sanctuaires ou prasat, étaient bâtis en brique ou en latérite, mais les plus connus sont en pierre (hin). Construits par ceux qui étaient au pouvoir, ces lieux d'adoration étaient souvent des extensions de structures religieuses plus anciennes. Les prasat hin sont en général construits en grès rouge ou de couleur crème extrait de carrières locales. Les fondations sont souvent en latérite, et les toits étaient probablement décorés avec du cuivre.
Le Prasat Hin Phimai est un sanctuaire du bouddhisme Mahayana, le plus grand temple khmer de Thaïlande. Il fut probablement construit durant le XIe siècle, sous le règne de Suryavarman I, un roi de l'empire khmer. Il combine avec grâce les styles du Baphuon, du Bayon et d'Angkor Vat, et se compose de trois structures principales situées dans l'enceinte intérieure : le prang (tour) principal, le prang de Brahmadat et le prang de pierre rouge. On a eu recours pour la restauration de ce monument, comme à Prasat Phnom Rung, à l'anastylose.

## Plan

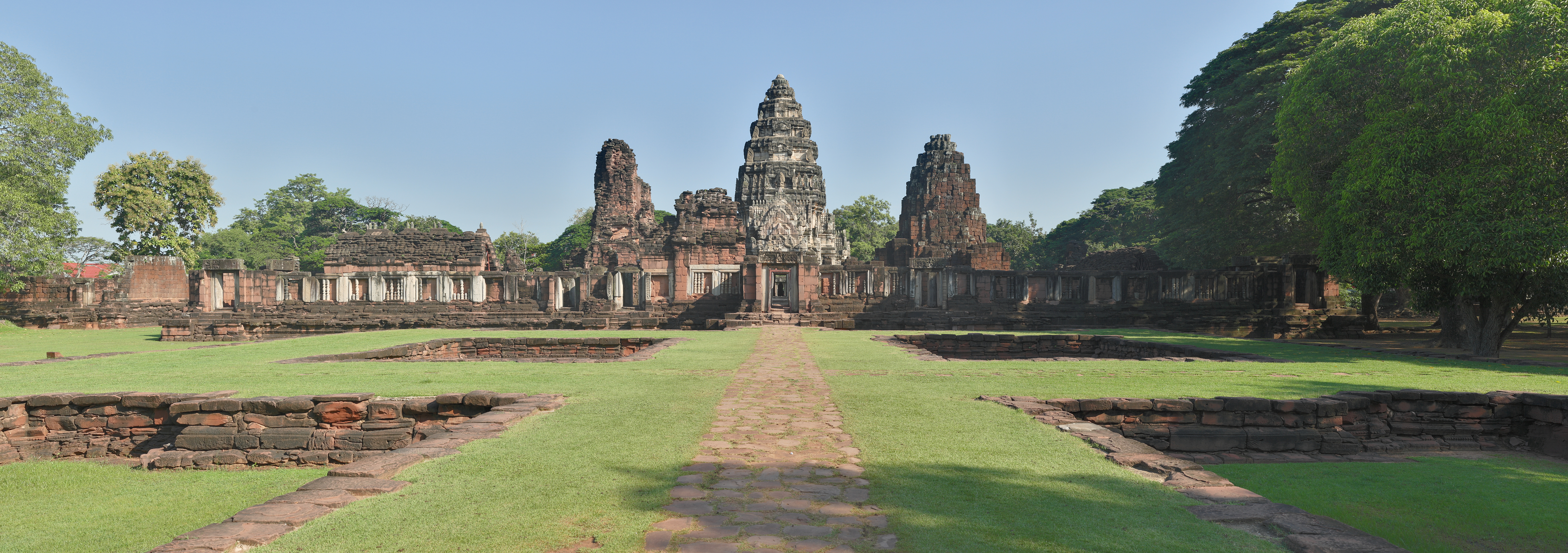
Vers l'entrée du temple

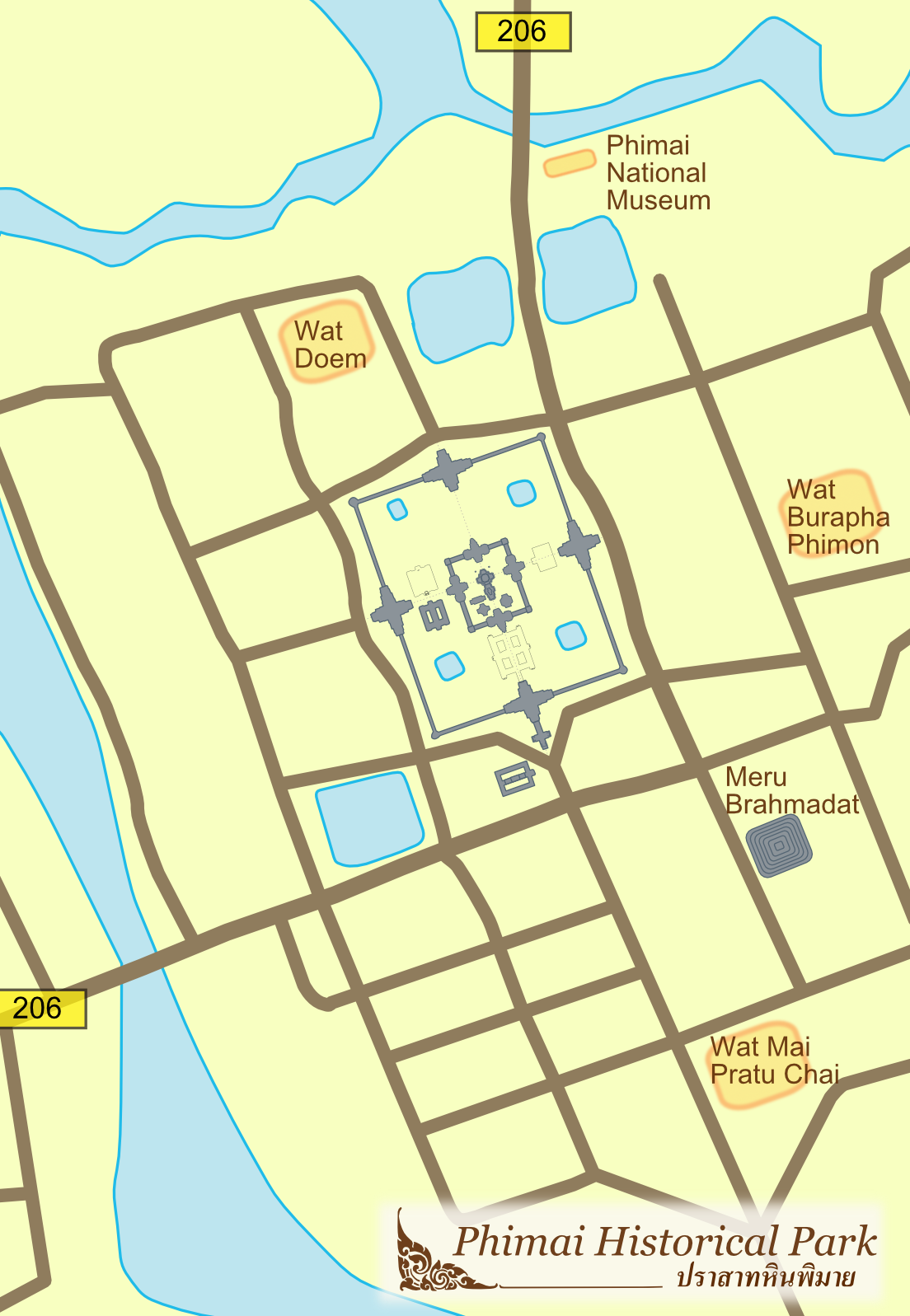
Plan du parc historique de Phimai

Le temple est situé sur un site naturellement protégé, presque une ile naturelle formée par un méandre de la rivière Mun et son affluent, le Klong Chakrai. La ville ancienne est entourée d'un mur de latérite formant un rectangle de 1 km par 500 m, lui-même protégé par des douves alimentées par la rivière. Ce mur constitue le premier enclos du temple.
Le sanctuaire est en forme de croix avec des porches ou gopuras inter-connectés par des galeries sur chacun des quatre côtés. Situé au milieu de la ville de Phimai, Prasat Hin Phimai est entouré de murs de grès rouge avec des portes aux quatre points cardinaux ; ces murs datent de l'époque de Jayavarman VII. L'entrée principale, appelée pratu chai (porte de la victoire) est située au sud, vers l'ancienne route menant à Angkor. Les archéologues ont fait plus de découvertes auprès de cette porte qu'auprès des trois autres. Le visiteur passe donc cette porte de la victoire avant de pénétrer dans le sanctuaire. À l'ouest, on trouve une structure dont la fonction est à ce jour inconnue. Elle est appelée dharmasala ou trésor (Khlang Ngoen). On a trouvé à proximité des monnaies de bronze, représentant garuda ou hamsa sur une face et des caractères sur l'autre.
À partir du dharmasala, un pont de nâgas mène le visiteur vers le sanctuaire. Deux lions imposants gardent les marches. Le pont de nagas est en forme de croix ; sa balustrade est faite de nagas, ce pont symbolisant la voie vers le mont Méru, demeure des dieux. En franchissant le gopura, on arrive à un pavillon, dans la cour duquel se trouvent les ruines d'un bâtiment rectangulaire en pierre sur un plancher surélevé appelé le bannalai, ou archives, ou bibliothèque. Les archéologues supposent que c'était un endroit où étaient stockés des manuscrits. Ce pourrait également être une pièce pour des cérémonies royales.

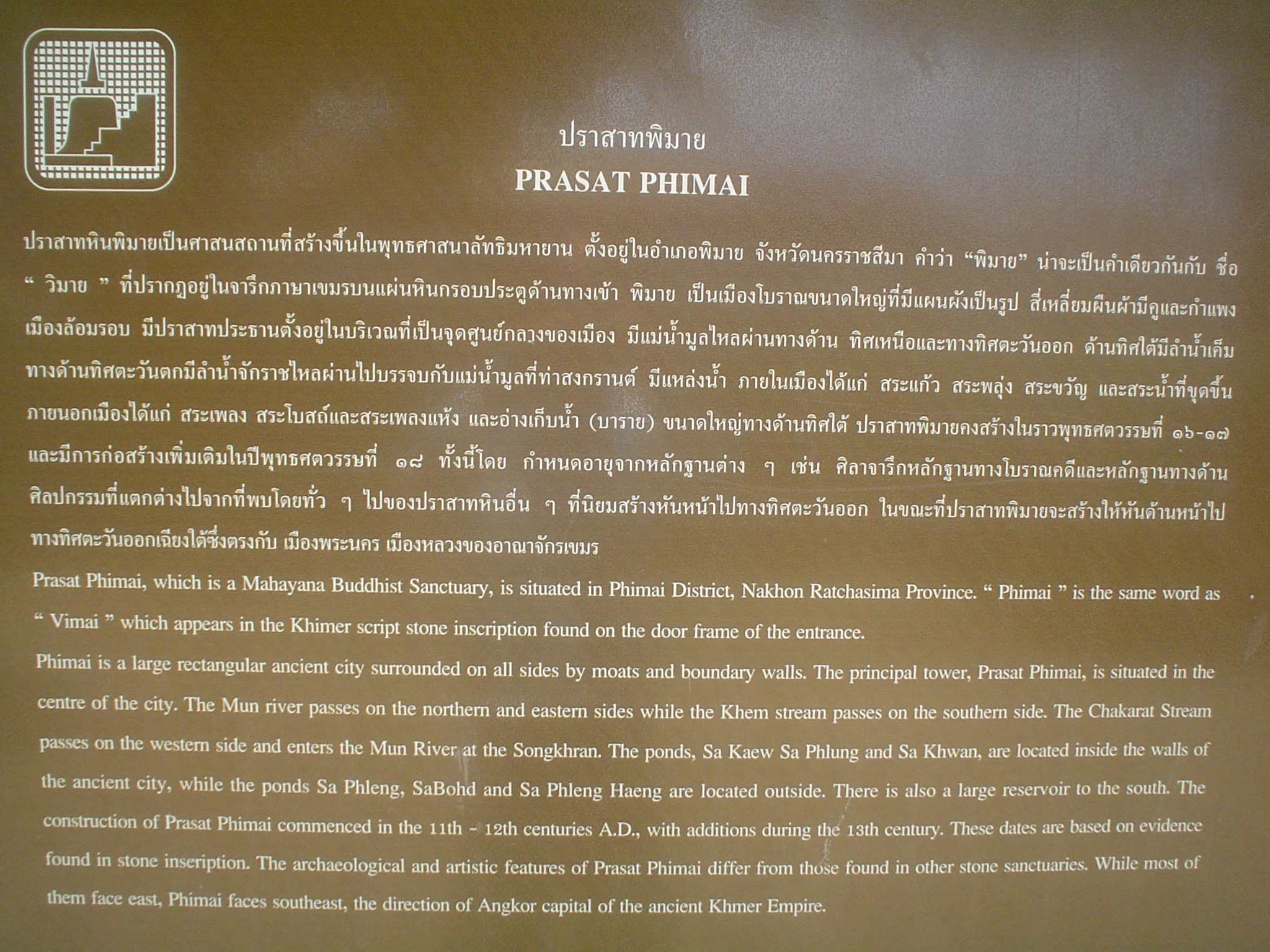
Panneau descriptif du Prasat Phimai en langue siamoise et en langue anglaise

La structure suivante à l'intérieur de la cour externe est un cloitre ou galerie couverte à sol surélevé et entourant chacune des trois tours. Un porche marque chacun des points cardinaux ; le porche principal côté sud est aligné avec le gopura du mur d'enceinte et la porte de la cité. Vient ensuite la cour intérieure, avec ses trois tours imposantes.

## Le Prang principal, Prang Prataan (ปรางค์ประธาน)
Le prang central est le principal sanctuaire de Prasat Hin Phimai et le plus grand de son genre en Thaïlande. L'élément le plus remarquable est le mandapa ou antichambre, situé au sud, alors que typiquement ce type de structure est situé à l'est. Le sanctuaire est construit au niveau du sol, la tour principale se trouvant surélevée sur une double plateforme pour suggérer la montagne où résident les dieux. La base de la tour est décorée de motifs en stuc représentant des feuillages en losanges et des motifs floraux (pétales de lotus).
- Le Mandapa est une antichambre de forme rectangulaire faisant le lien entre la partie sud de l'enceinte et la tour principale; deux escaliers desservent chacun des trois porches
- Le Ruan That constitue le corps carré de la tour principale, avec des coins indentés et des porches sur chacun des côtés. S'élevant à partir d'une double plateforme, les murs sont ornés à l'extérieur de motifs décoratifs. La partie intérieure de la tour, appelée garbhagrha contient d'habitude la statue la plus sacrée de tout le sanctuaire (on y a placé une copie d'une statue de Bouddha protégé par le naga). Dans le coin est du garbhagrha, un somasutra est relié à un conduit extérieur; il permettait d'évacuer du sol l'eau lustrale utilisée lors des cérémonies.

Des sculptures sur les linteaux au-dessus des portes de la chambre intérieure du prang principal célèbrent le bouddhisme Mahayana. Le linteau de la porte sud montre un Bouddha assis protégé par un naga à sept têtes, et entouré de cinq représentations de Bouddha en méditation. La partie inférieure représente des fidèles faisant des offrandes au Bouddha. Le linteau de la porte ouest montre le Bouddha prêchant à Mara et sa suite, qui arrivent en procession avec différents véhicules et cadeaux. Le Bouddha se tient parmi des arbres; des musiciens et des danseurs sont représentés sur le registre inférieur. Le linteau nord représente cinq Vajrasattvas, le Bodhisattva de l'Adibouddha du bouddhisme Mahayana. Dans le coin supérieur droit, l'ogresse Hariti porte cinq bébés, tandis que dans le coin supérieur droit, son mari Panchika en porte quatre. La partie supérieure du linteau est représente  dix Bouddhas parés en méditation; des divinités décorent les registres inférieurs. Au centre danse un personnage de sexe masculin à quatre visages et huit bras, dont on pense qu'il s'agit de Trailokyavijaya.
De nombreux bas-reliefs décrivant des croyances hindoues et des épisodes du Râmâyana ornent les frontons et pilastres à l'extérieur du prang principal. Le fronton du porche sud représente  Shiva Natarâja, le seigneur de la danse, qui, s'il fait une erreur dans l'une des 108 postures qui constituent sa danse céleste, provoquerait une apocalypse.
- Le toit

Le toit est en forme de bouton de lotus; à chaque point cardinal se trouve une statue de Garuda supportant une corniche. Les antéfixes représentent les divinités de chacun des points cardinaux.

## Le Prang Brahmadat, Prang Prahmatadt (ปรางค์พรหมทัต)
De plan carré et haute de 16 m, c'est une tour de latérite, construite par Jayavarman VII pendant la restauration du Prasat Hin Phimai. Lors de l'exploration du site en 1954, trois statues de pierre furent  — entre autres —  découvertes : celle de Brahmadat, celle de Phra Pachiit et celle de Nang (ou Noen) Oraphim. Brahmadat, est représenté assis en tailleur. Les bras manquent, mais on suppose que les mains étaient jointes en position d'Anjalimudra. Un archéologue français a suggéré que ce pouvait être une représentation du roi Jayavarman VII. Une statue similaire, mais représentant Jayavarman VII plus jeune, est visible au Musée de Phnom Penh. On peut également voir au Musée National de Bangkok la statue de Nang Oraphim agenouillé, sans tête et sans bras.

## Le Prang de pierre rouge (Prasat Hin daeng, ปรางค์หินแดง)
De plan carré également et haut de près de 15 m, le Prang de pierre rouge se situe à l'ouest du Prang principal. Il fut construit sous le règne de Suryavarman II. Il abritait à l'origine un lingam de pierre, visible au National Museum de Phimai.

## Autres bâtiments
- Le pilier à offrandes

... se situe dans le coin nord de la cour. Utilisée dans certains rites d'un culte indien, peut-être dédié à Narai, cette colonne carrée surmontée d'un goujon de bois, était peut être utilisée pour suspendre des lanternes de cérémonie
- Le pavillon

... est un bâtiment cruciforme connecté aux galeries. Il rappelle des bâtiments similaires dans le complexe d'Angkor Vat et d'autres temples khmers plus tardifs, comme le Prasat Muang Sing, le Prasat Ta Prohm et le Prasat Phnom Rung.
- Les quartiers des Rishi (Kuti Rishi)

... sont probablement un Arogayasala, un ancien hôpital public, construit sous le règne de Jayavarman VII. C'est ce que suggère une inscription en sanscrit découverte à Phimai, qui mentionne un Arogayasala construit sur son ordre.
- La « bibliothèque »

... accolée au Prang Hin Daeng, et alignée est-ouest, son entrée faisant face au mandapa: cette entrée est décorée d'un linteau montrant Krishna combattant des bêtes sauvages.

## Les bassins
Les bassins situés aux quatre coins de l'enceinte extérieure faisaient partie autrefois de quatre temples; ces bassins et temples dataient de la période de la chute d'Ayhutthaya, quand Kromamuen Thepphiphit établit sa capitale à Phimai.

## Le Bot Chao Phimai
Situé à l'origine près du gopura ouest et du bannalai, sa construction date probablement de la fin de la période Ayutthaya. Cette structure a sans doute été déplacée jusqu'à son emplacement actuel, c'est-à-dire au nord de l'ensemble du Prasat Hin Phimai ; il contenait des statues dorées du Bouddha et des meubles contenant des manuscrits de la fin de la période Ayutthaya.

## Les ruines du Meru de Bhramadat (เมรุพรหมทัต)
Ces ruines sont situées au sud-est de Prasat Hin Phimai. Ce stupa a été construit pendant l'occupation par le prince Kromamuen Thepphiphit, après que Phimai eût adopté le Bouddhisme Theravada.

## Photos

Panoramas de Prasat Hin Phimai
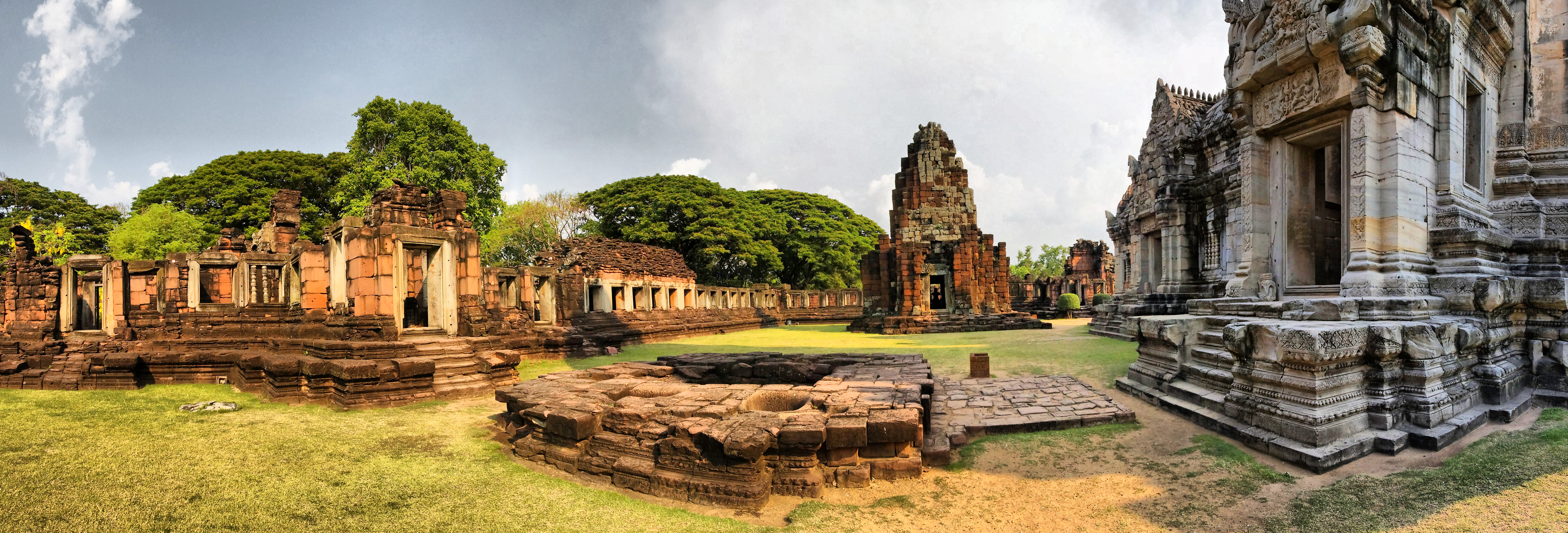
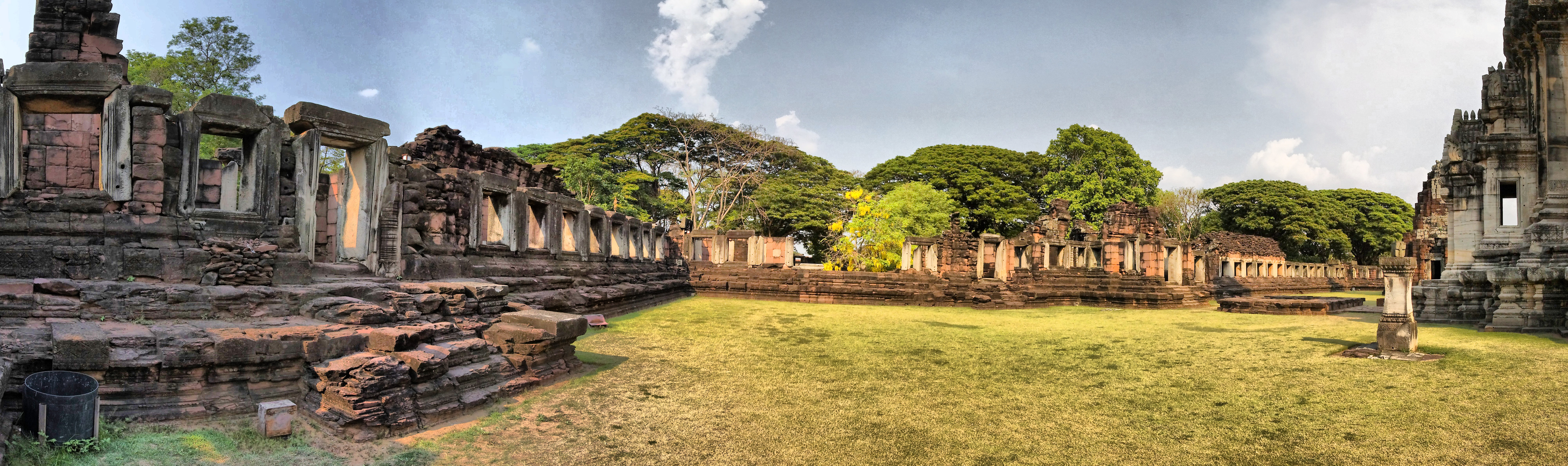
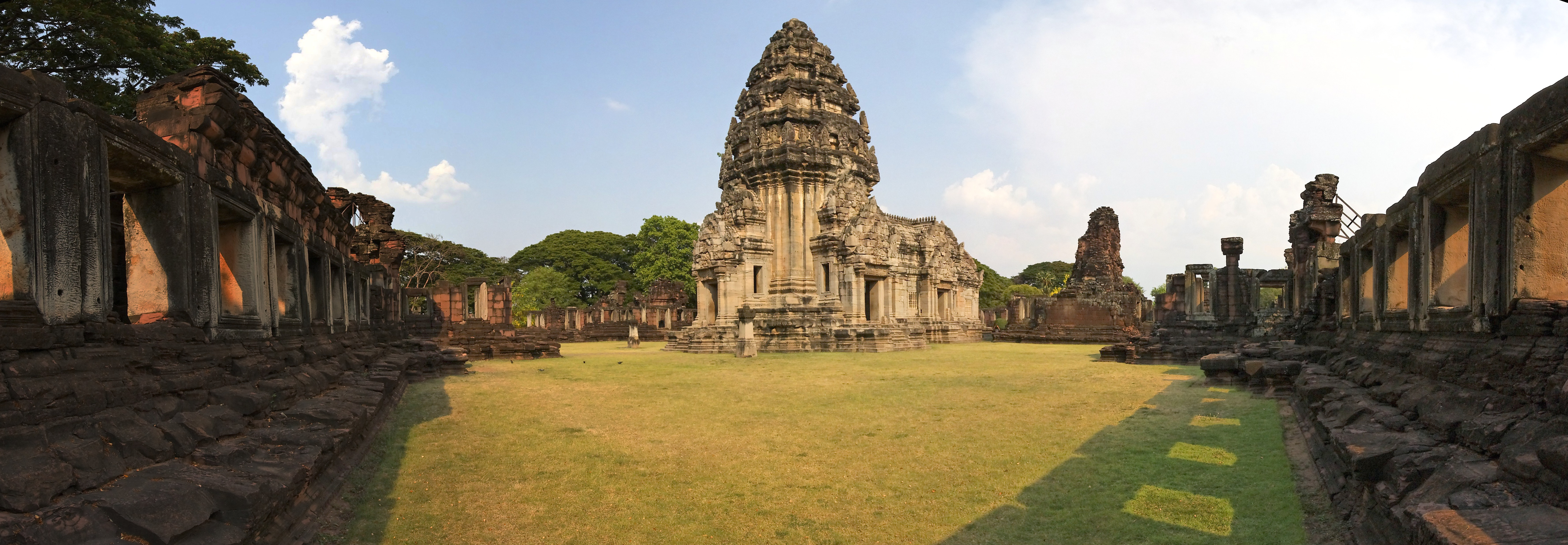
Le prang principal, vu du nord-ouest de la cour intérieure
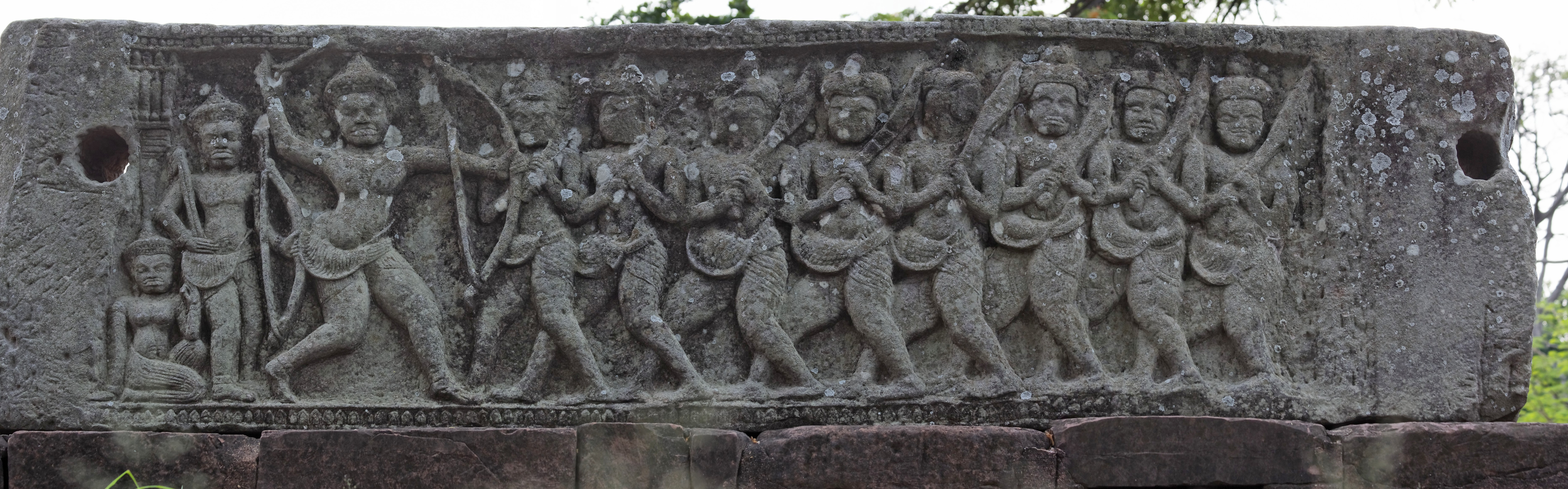
Scène du Râmâyana
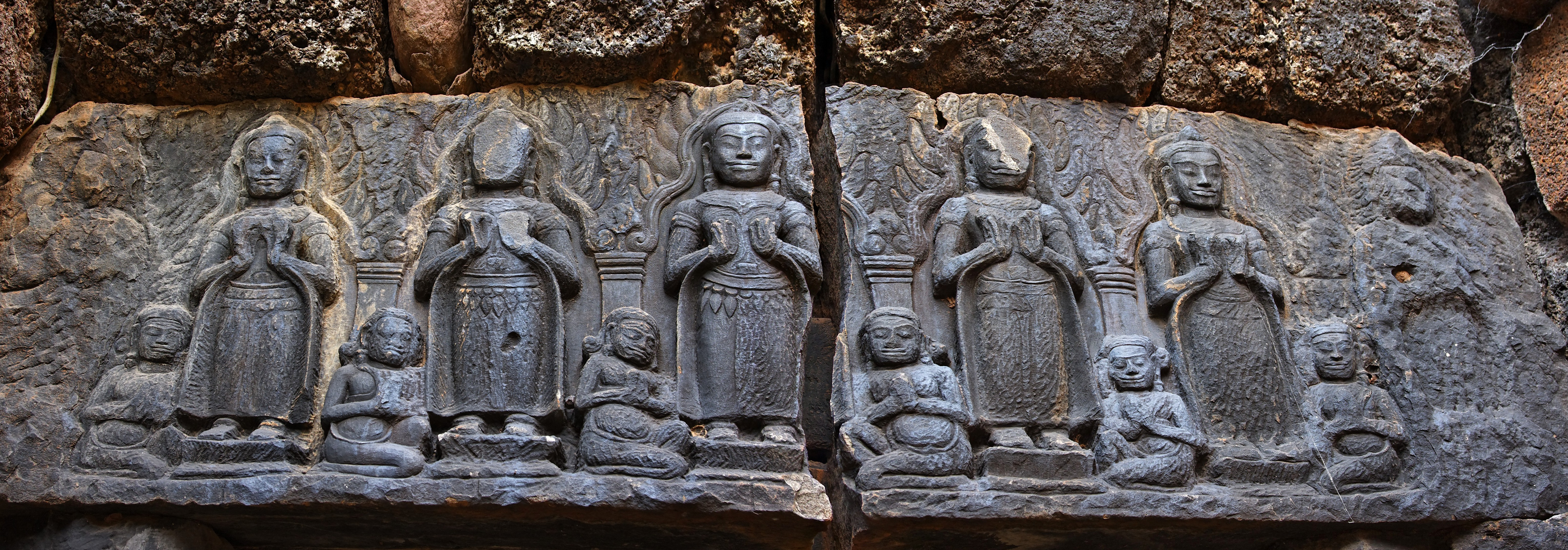
5 bouddhas debout, sur le linteau de la porte Sud du Prang Brahmadatta
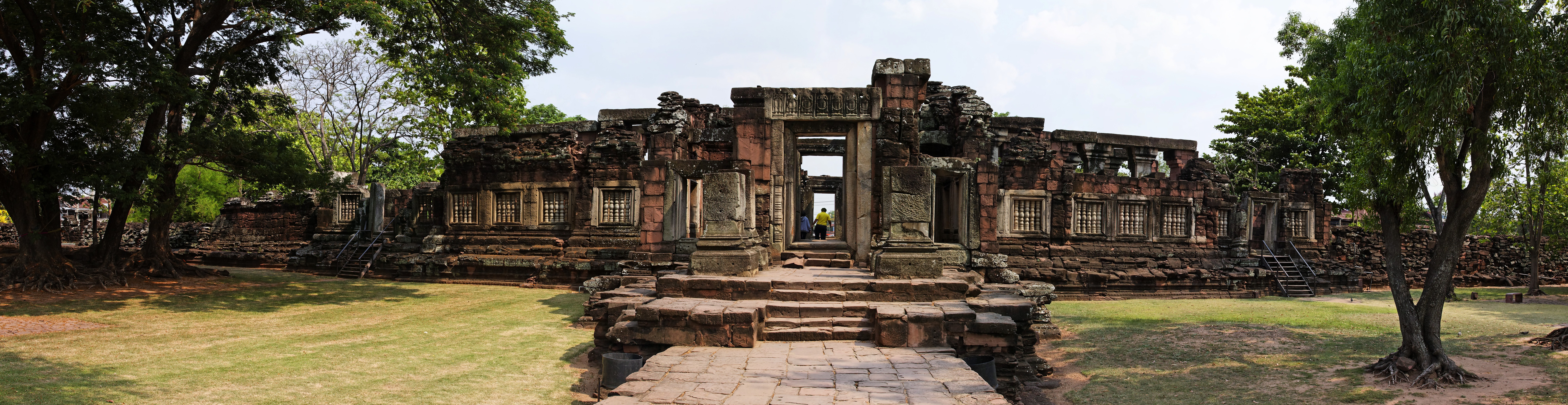
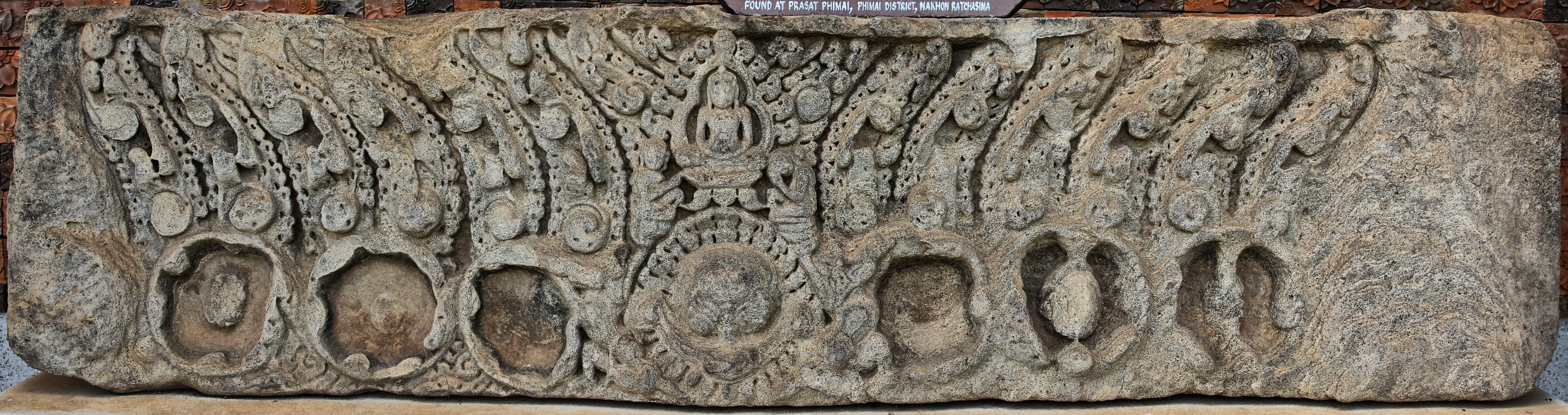
Bouddha en méditation sur un kâla ou kirtimukha.Style du Bayon, XIIIe siècle. Actuellement au Musée National de Phimaï
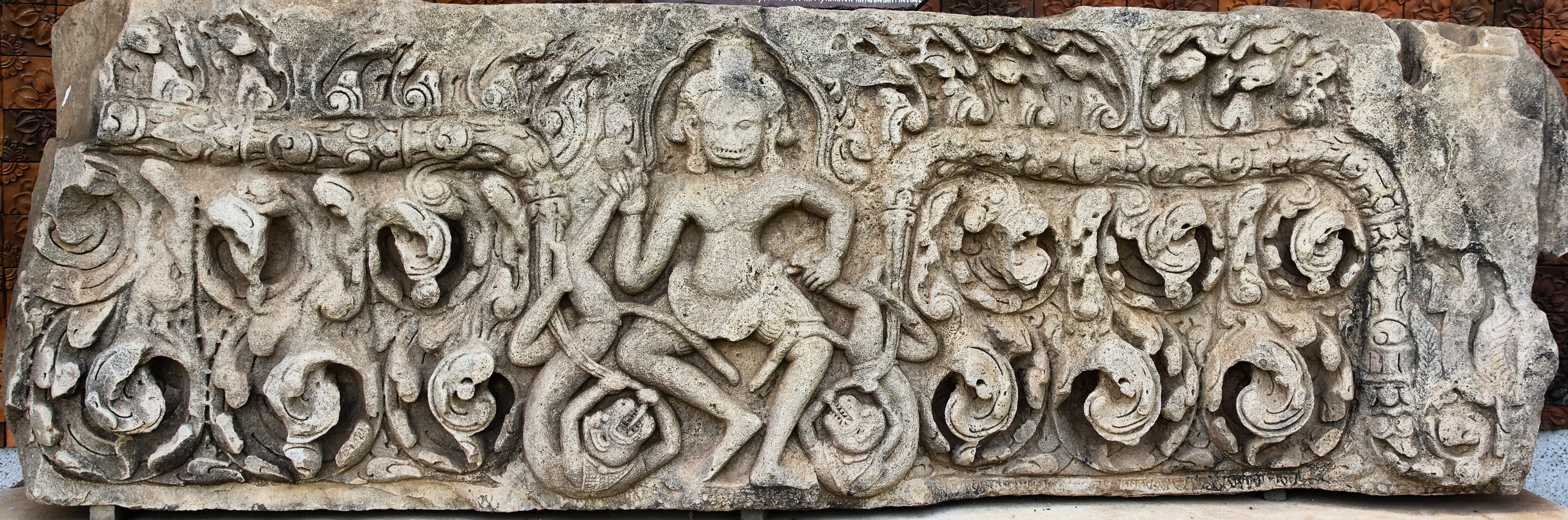
Scène du Râmâyana. Style d'Angkor Vat, XIIe siècle. Actuellement au Musée National de Phimaï
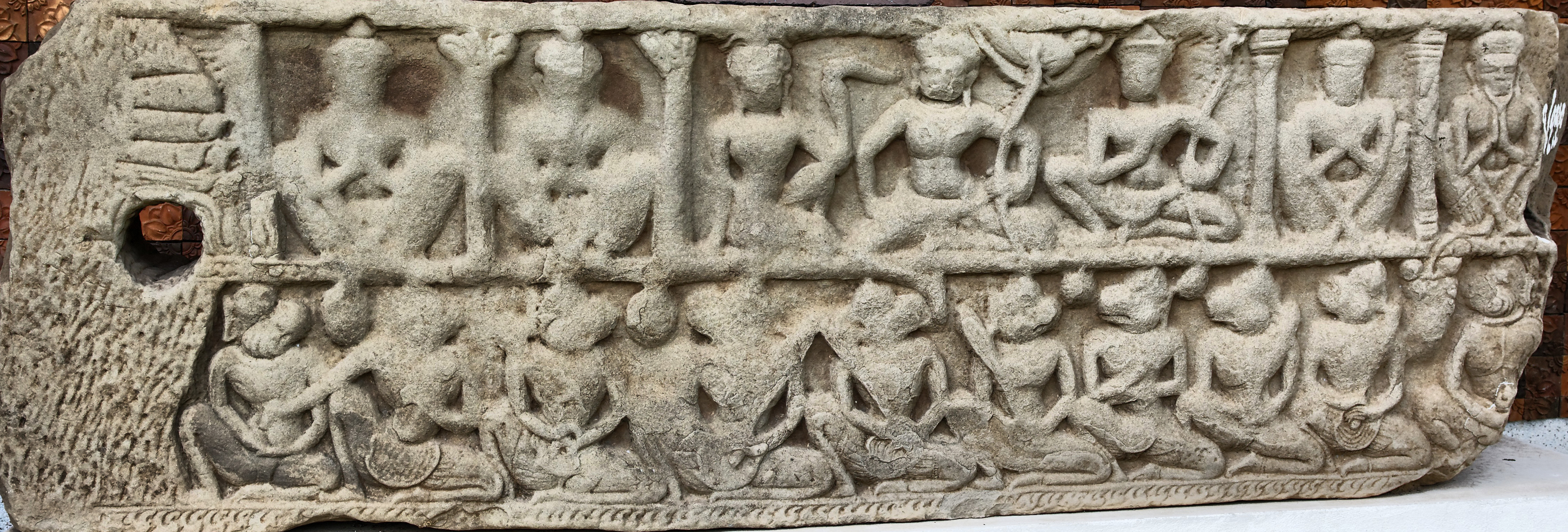
Scène du Râmâyana. Style d'Angkor Vat, XIIe siècle. Actuellement au Musée National de Phimaï
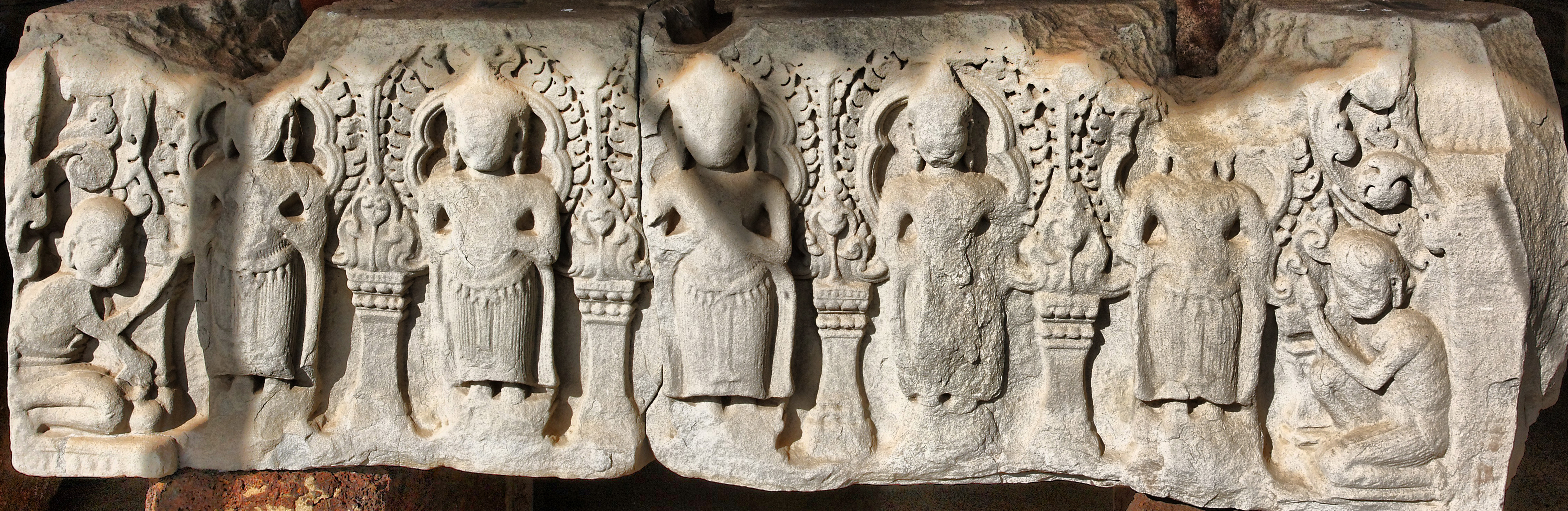
Bouddhas debout enseignant. Style d'Angkor Vat, XIIe siècle. Actuellement au Musée National de Phimaï
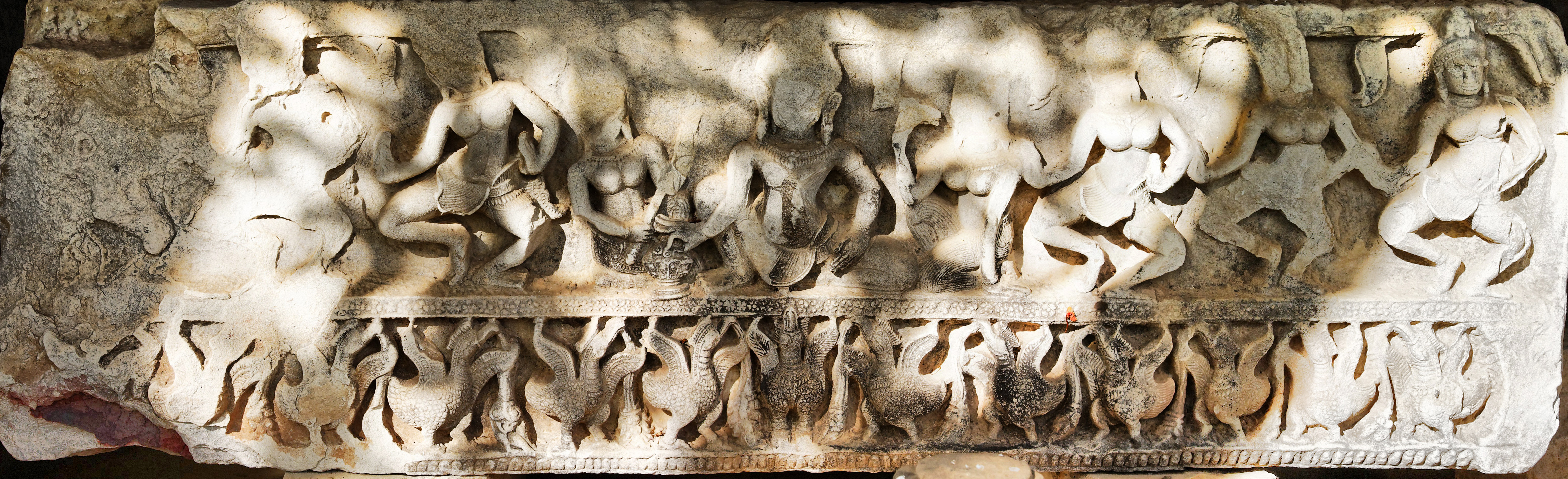
Bouddhas debout enseignant. Style d'Angkor Vat / Bayon, XIIe - XIIIe siècle. Actuellement au Musée National de Phimaï
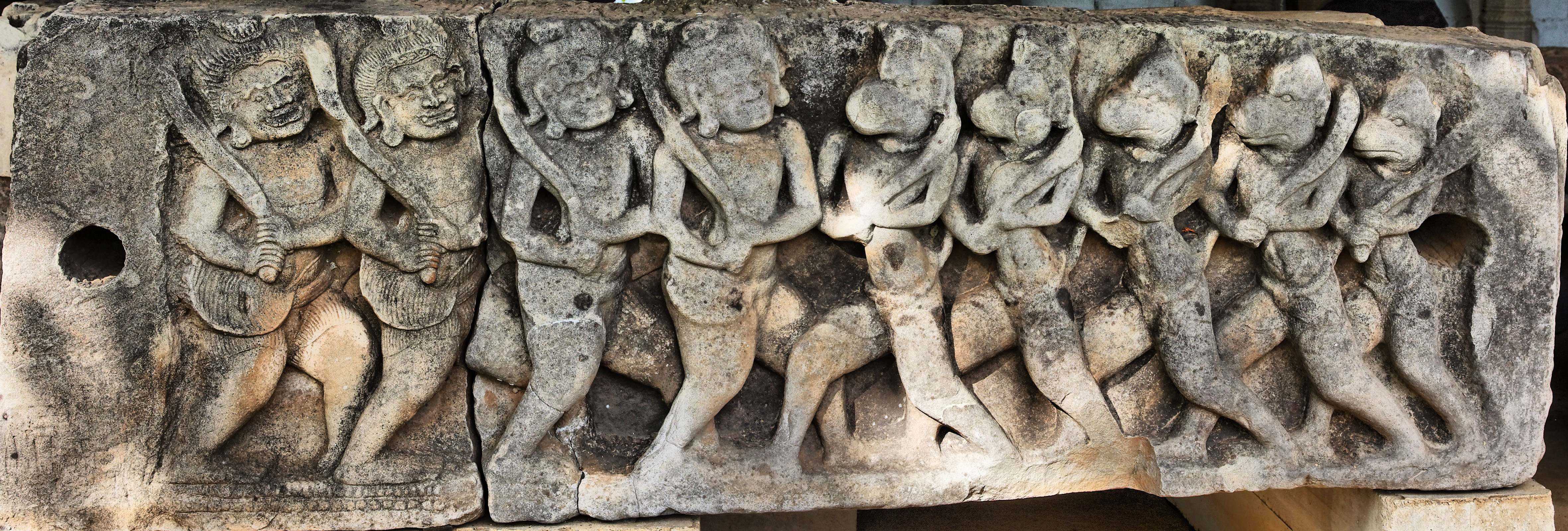
Scène du Râmâyana. Style d'Angkor Vat, XIIe siècle. Actuellement au Musée National de Phimaï
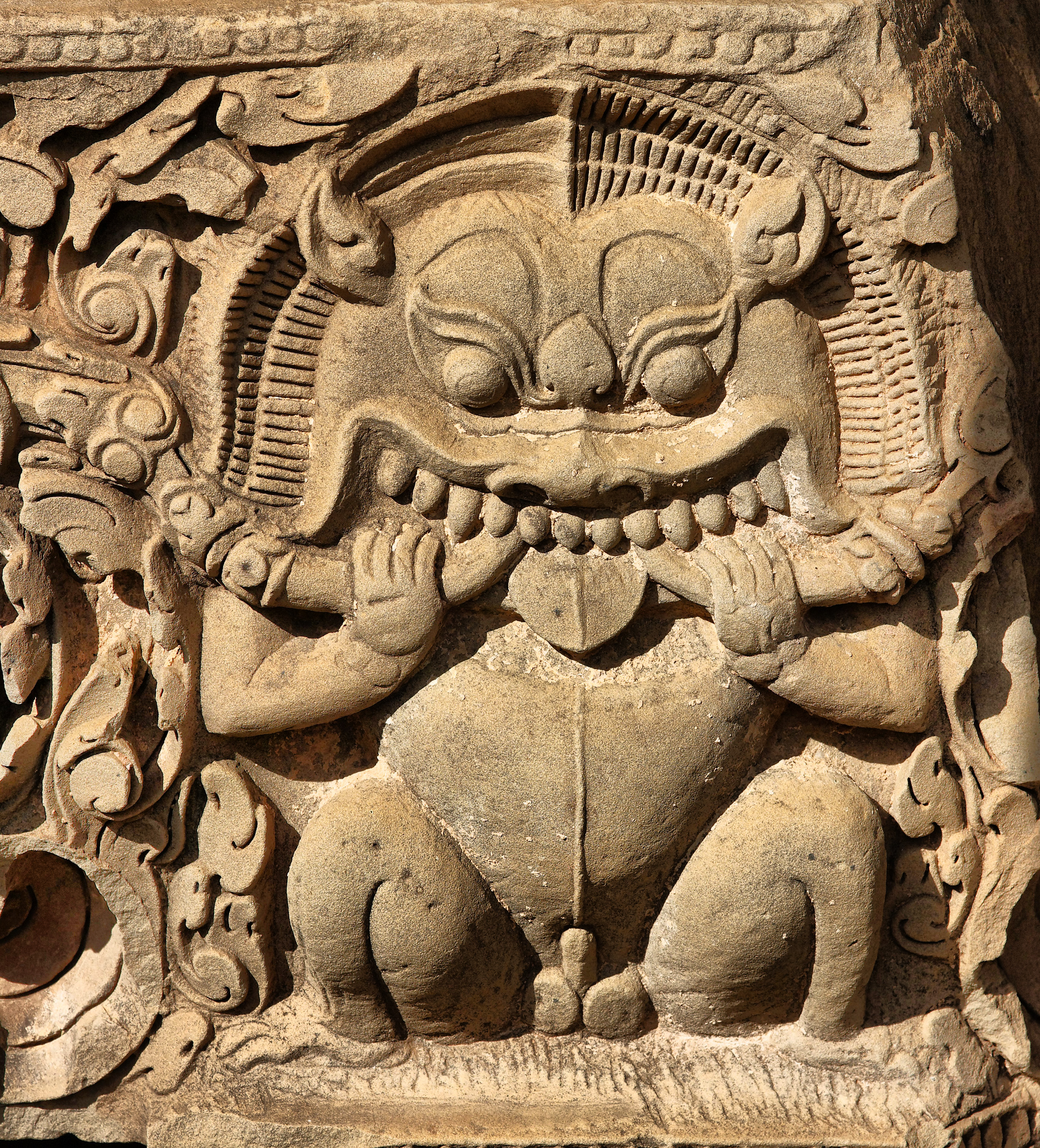
Détail d'un linteau représentant un singha[6]. Style d'Angkor Vat, XIIe siècle. Actuellement au Musée National de Phimaï
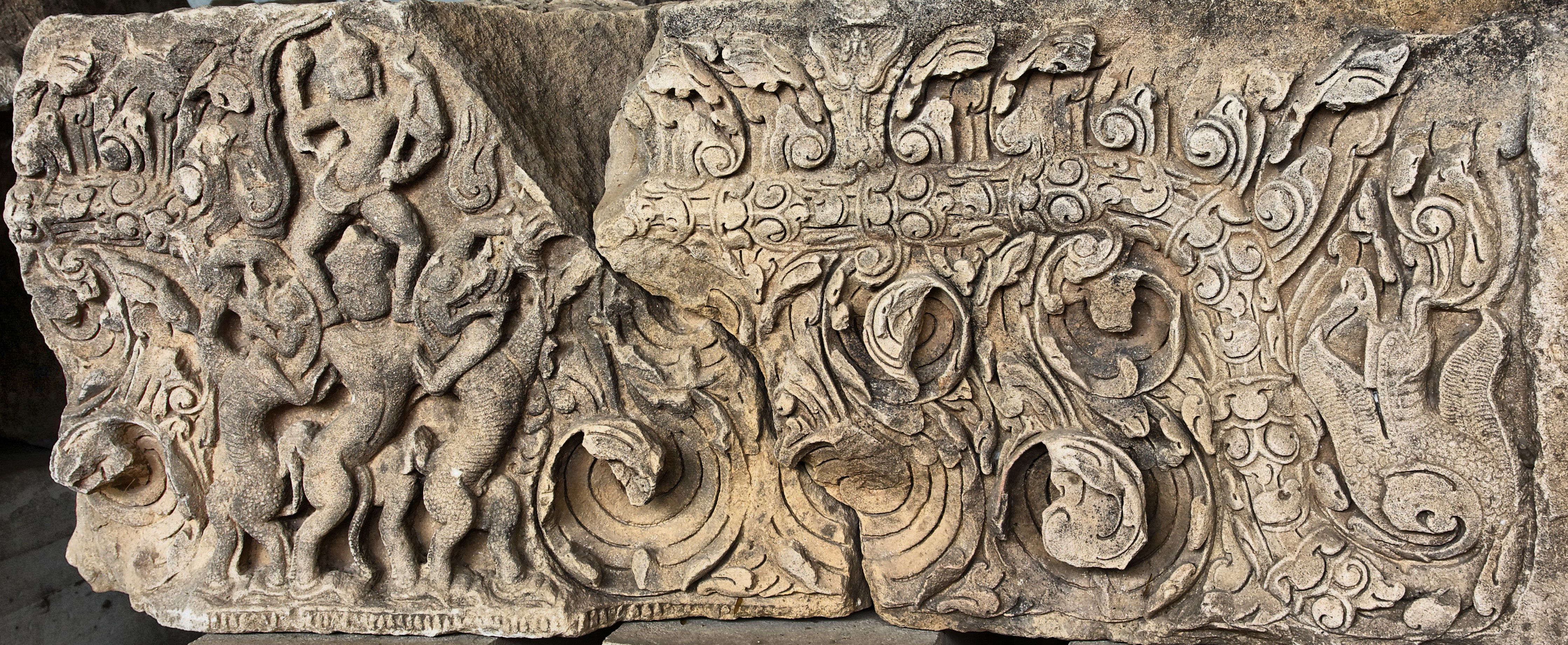
Scène du Râmâyana. Style d'Angkor Vat, XIIe siècle. Actuellement au Musée National de Phimaï
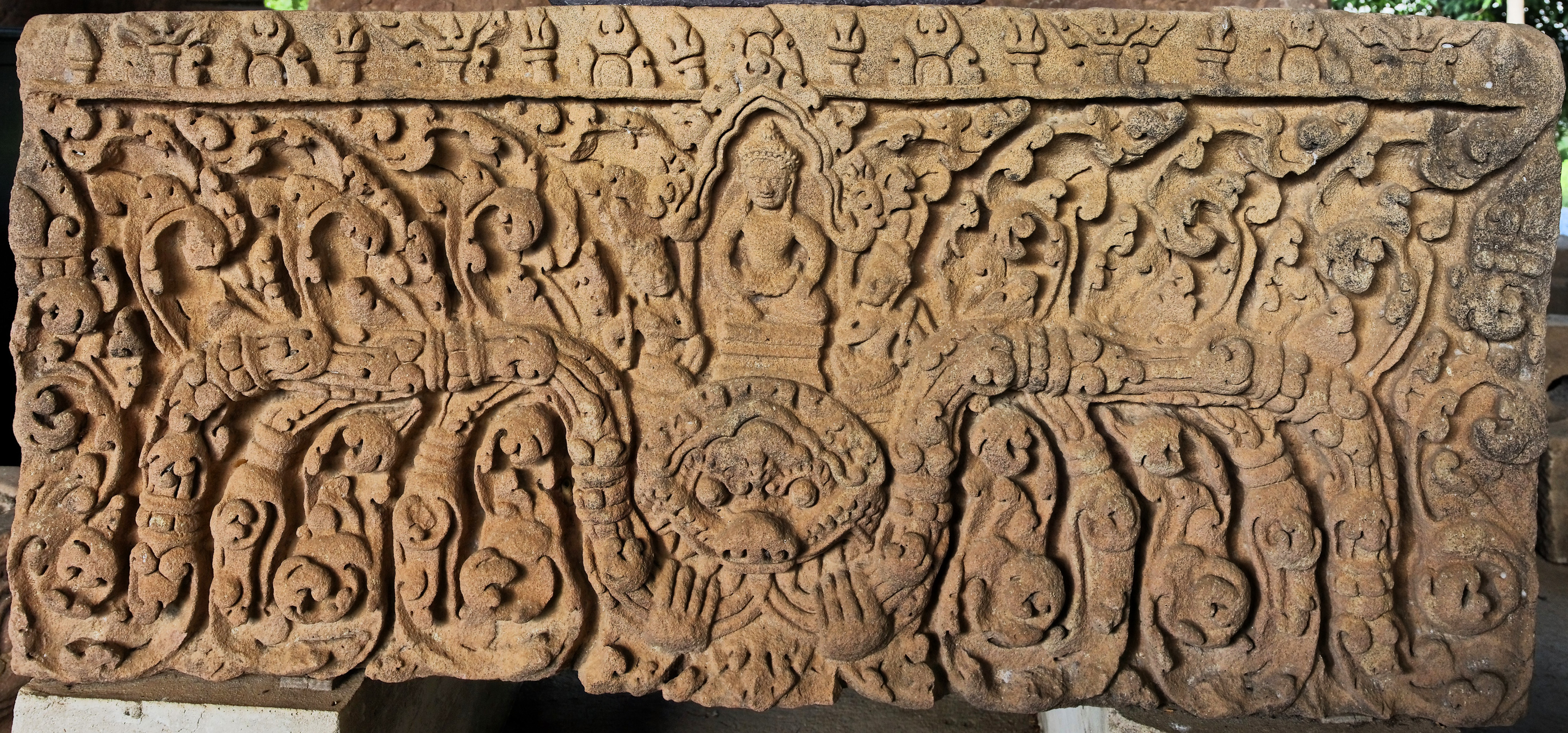
Divinité assise sur un kirtimukha. Style du Baphuon, XIe siècle. Actuellement au Musée National de Phimaï
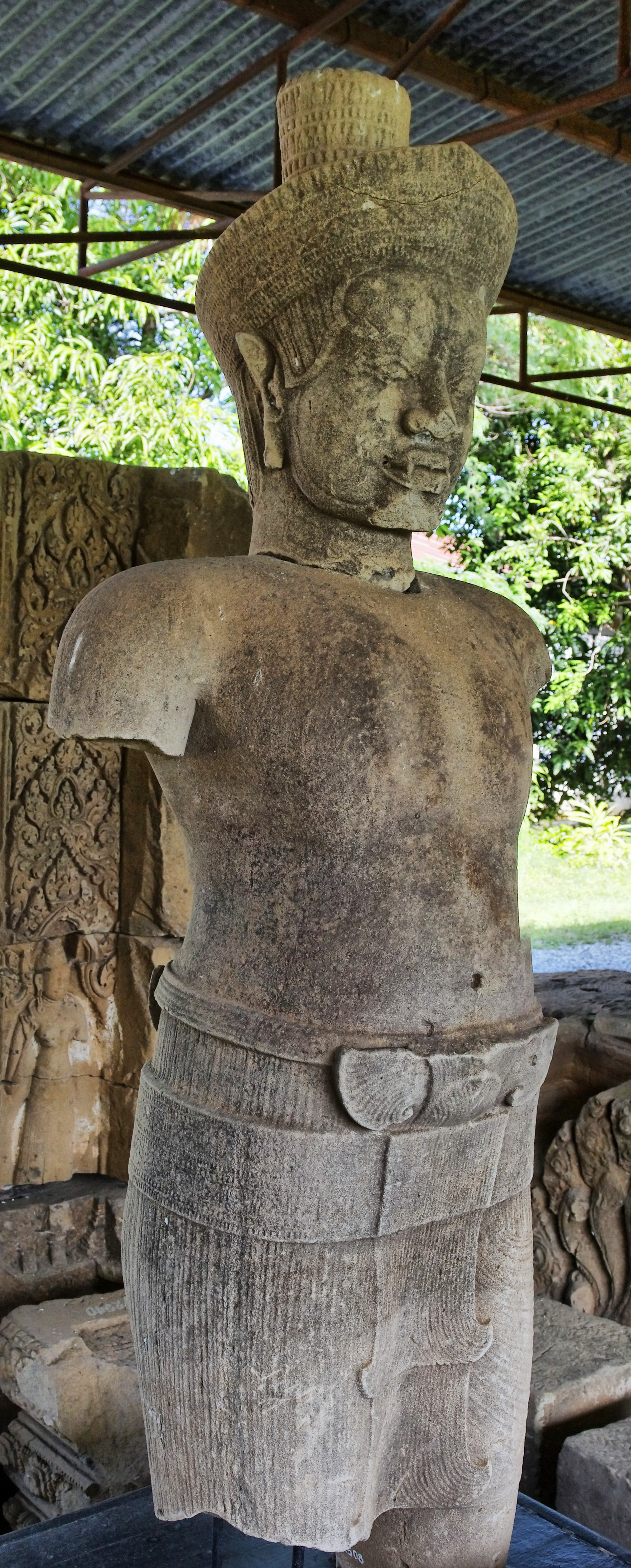
Dvarapala. Style d'Angkor Vat, XIIe siècle. Actuellement au Musée National de Phimaï

Photos de Prasat Hin Phimai
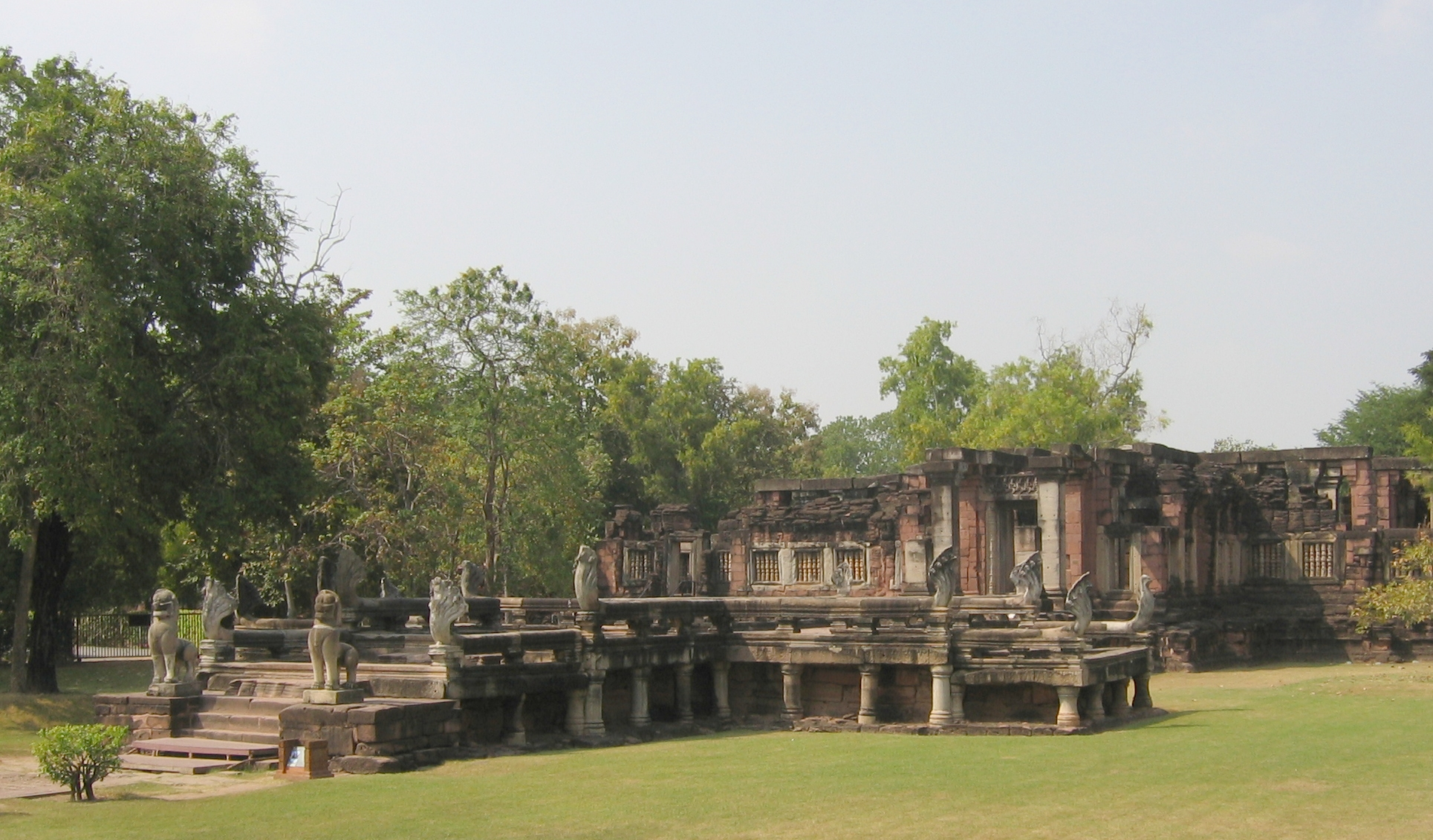
Le "pont" de nagas devant le gopura Sud
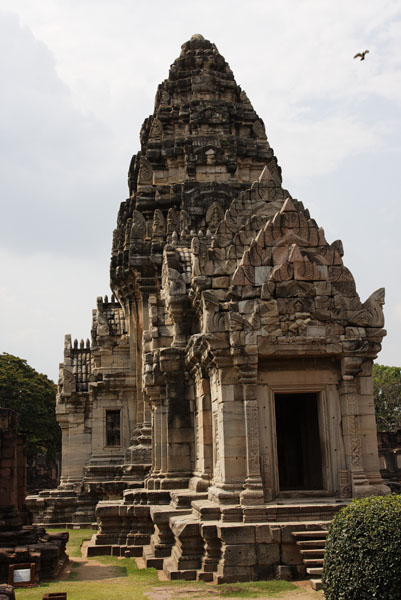
Prang Principal
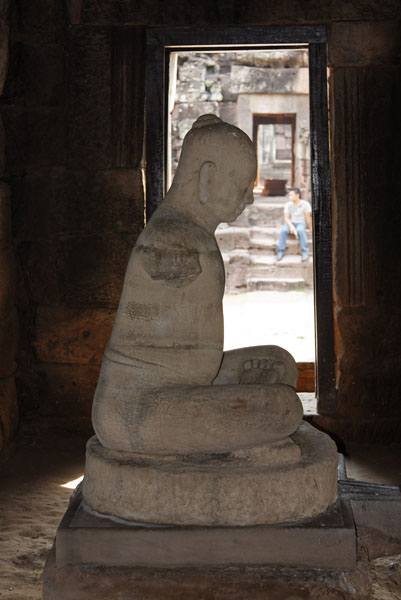
Statue de Brahmadat sous les traits de Jayavarman VII, vu de la porte Est
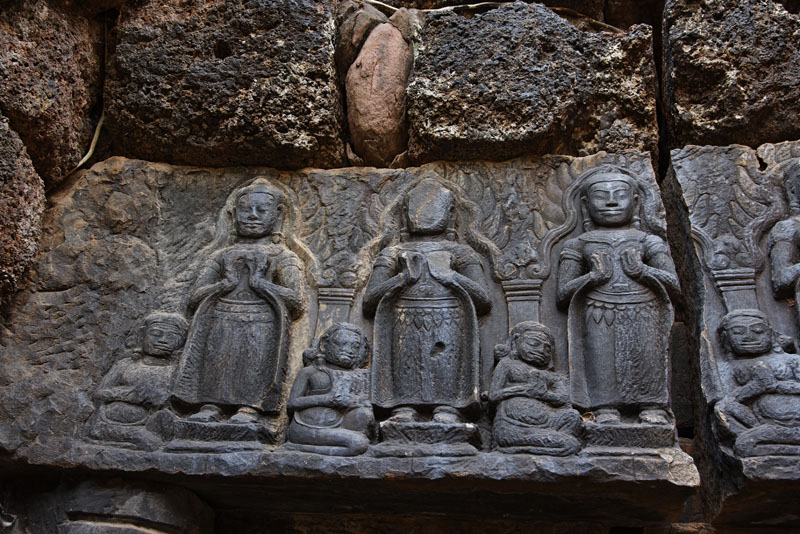
5 bouddhas debout, sur le linteau de la porte Sud du Prang Brahmadatta (détail)
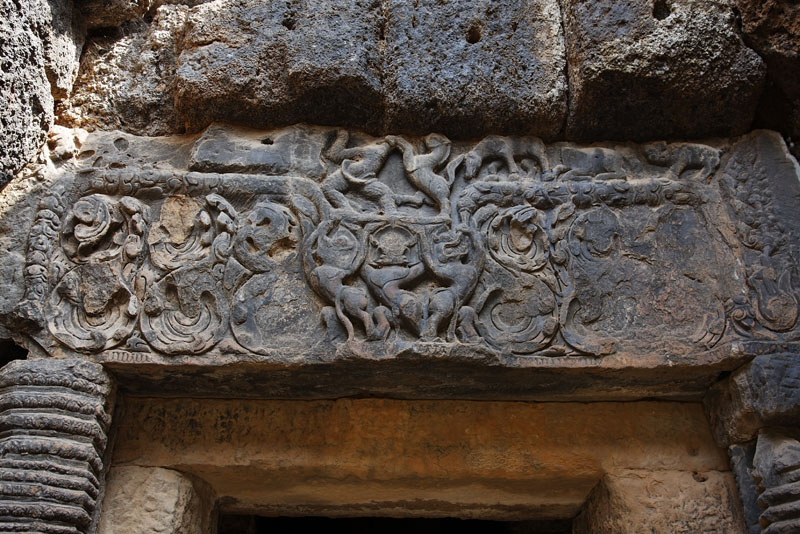
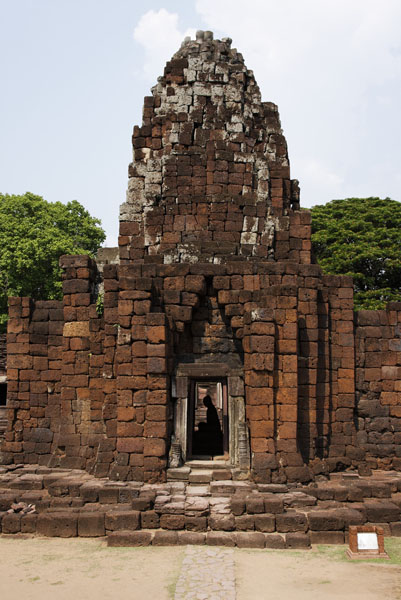
Prang Brahmadatta
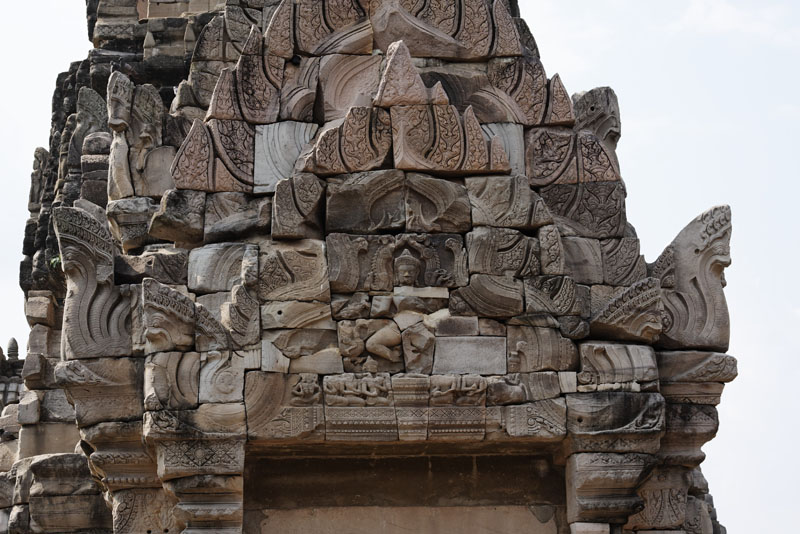
Shiva dansant, au-dessus de l'entrée du mandapa
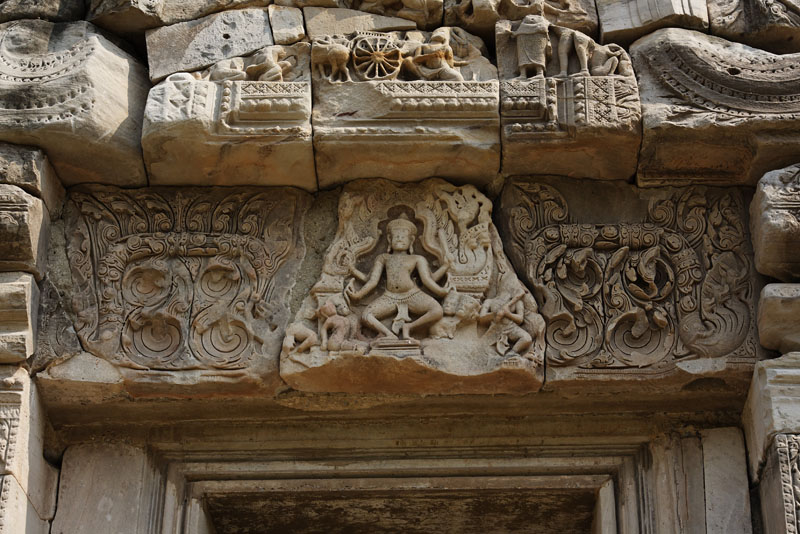
Linteau de l'entrée Nord: Narai à quatre bras, tenant un chakra, une conque, une massue et une fleur de lotus
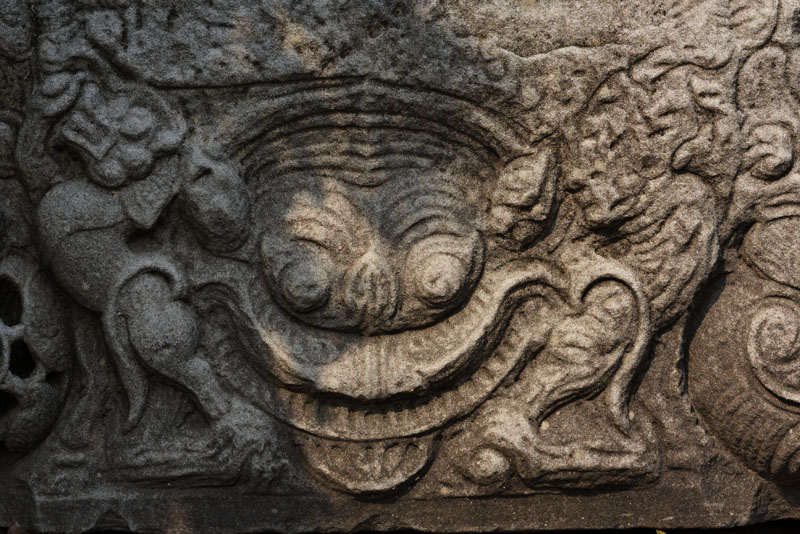
Kâla
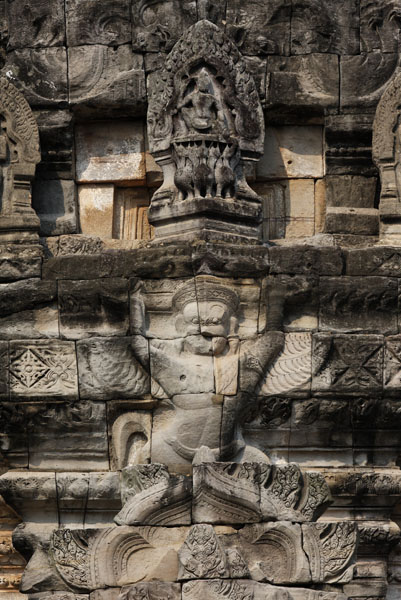
Un des quatre garudas représentant un des points cardinaux
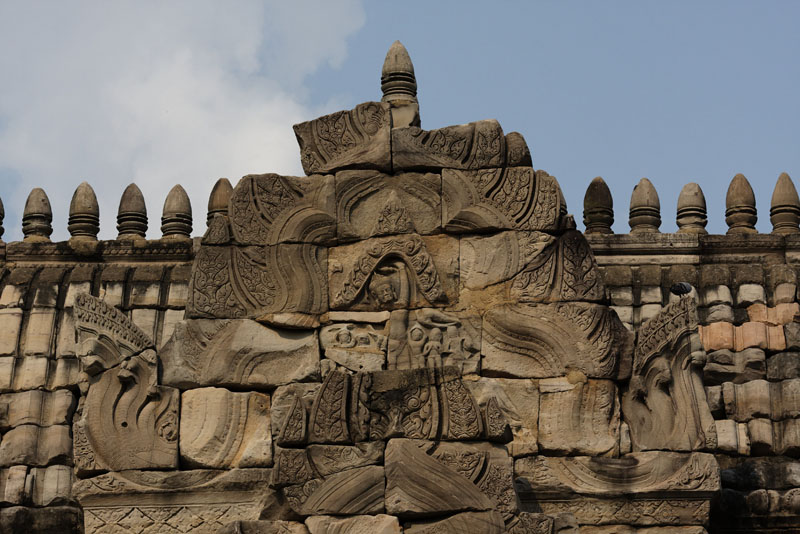
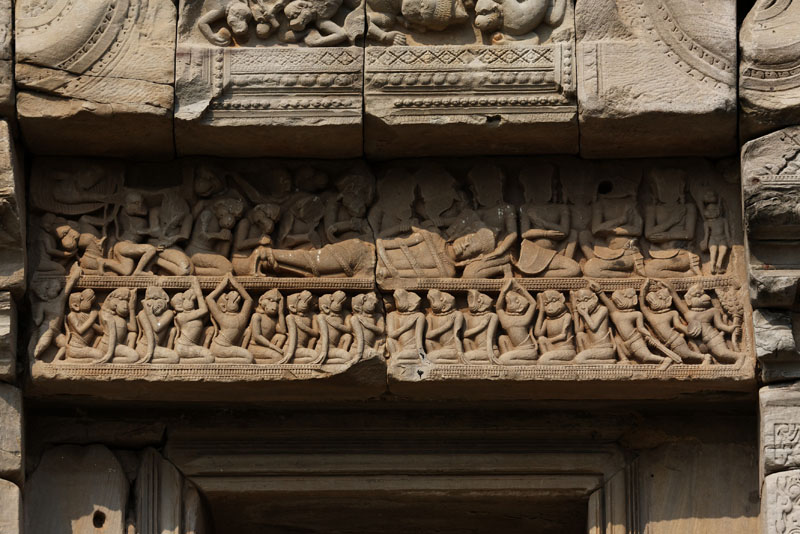
Linteau de l'entrée Ouest de la tour principale: Lakshmana, percé par une flèche, est entouré par des singes (scène du Râmâyana)
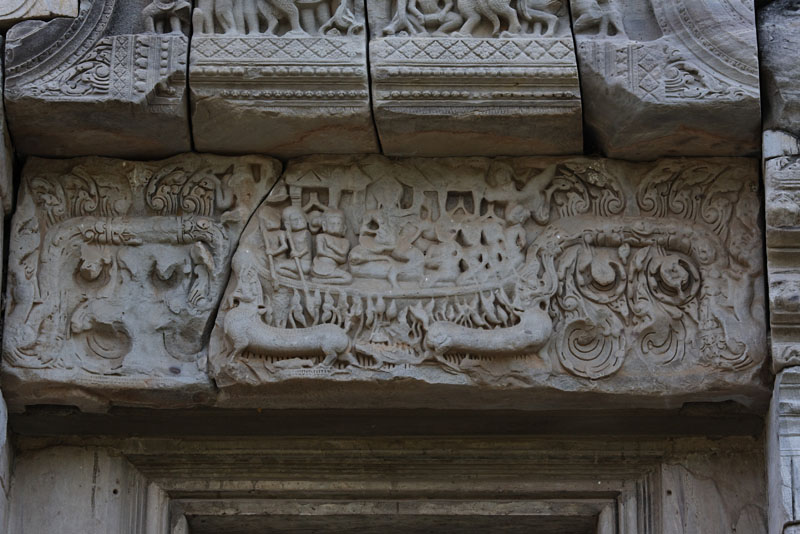
Linteau au-dessus de la porte Sud du mandapa, représentant soit la traversée du Gange par Rāma accompagné de Lakshmana et Sitâ, en route pour l'exil, soit le retour de Rāma à Ayodhya, après sa victoire sur Ravana
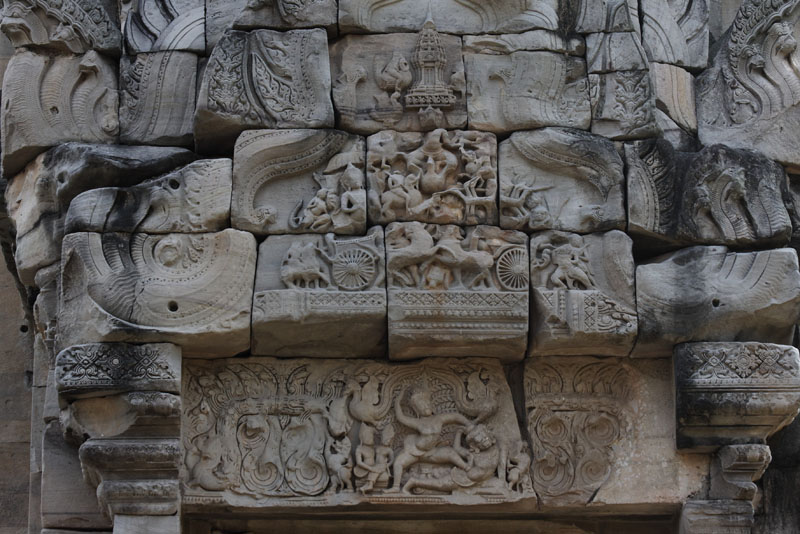
Entrée Est du mandapa (épisode indéterminé du Râmâyana)
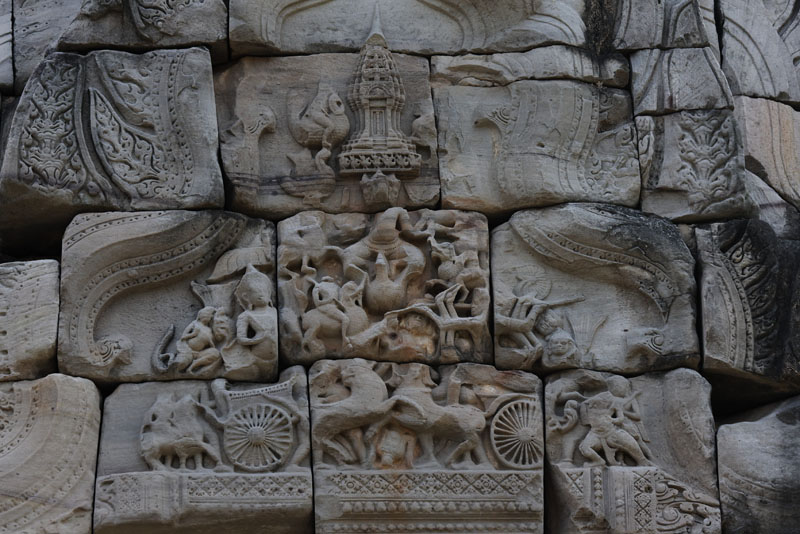
Entrée Est du mandapa(épisode indéterminé du Râmâyana) - détail
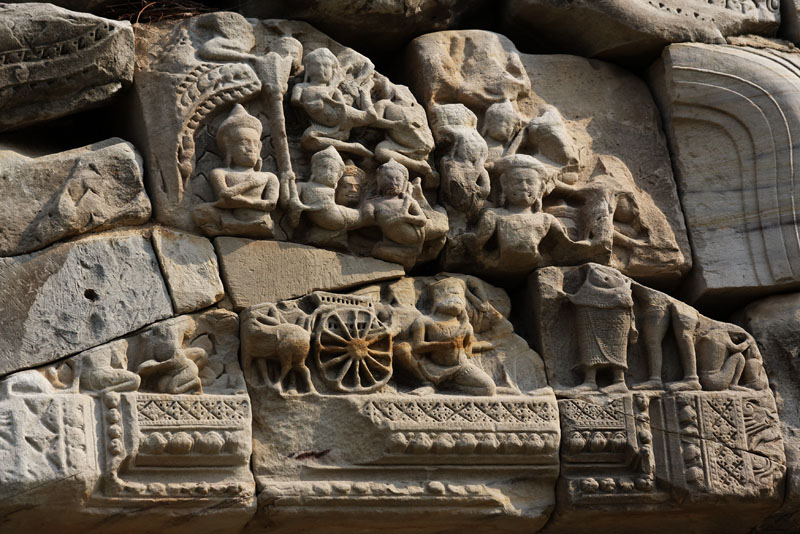
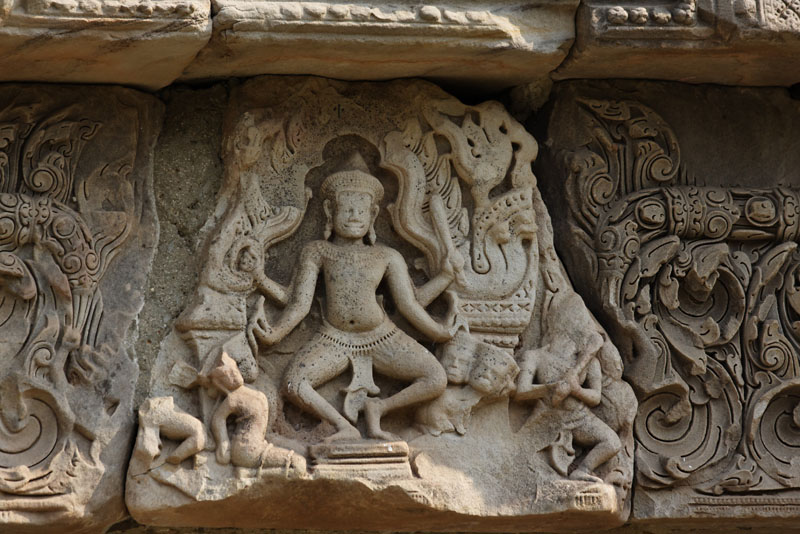
Linteau de l'entrée Nord: Narai[7] à quatre bras, tenant un chakra, une conque, une massue et une fleur de lotus
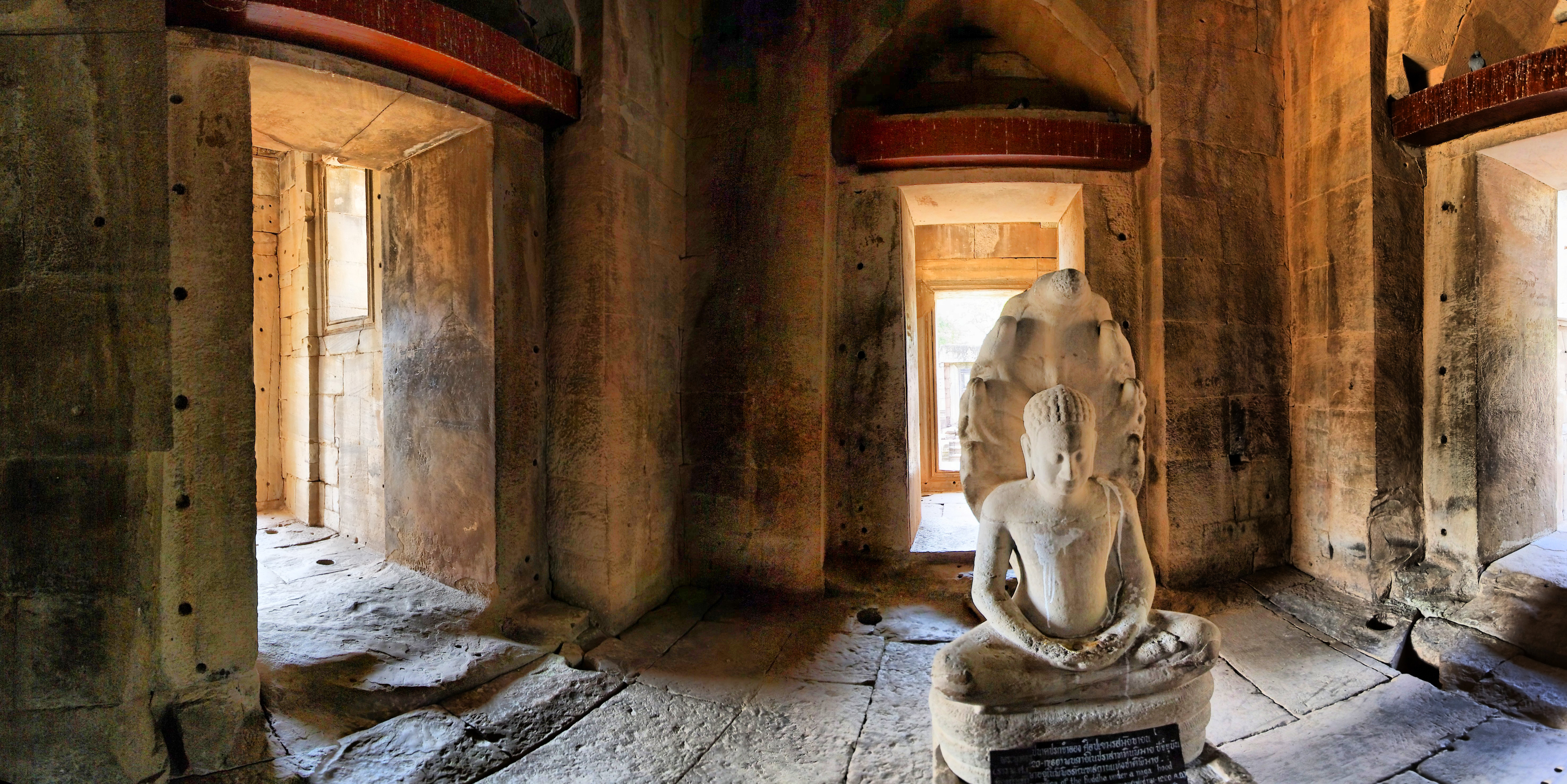
Bouddha protégé par un naga (copie située au centre du garbhagrha)